# Malik Zorgane
Malik Zorgane est un footballeur international algérien, né le 27 juin 1965 à Sétif. Il évoluait au poste de milieu de terrain offensif.
Il compte 9 sélections en équipe nationale entre 1988 et 1991, en inscrivant 2 buts.
Son fils Adem Zorgane est également footballeur professionnel.

## Biographie
Il a marqué deux buts avec l'Algérie.
En 2012, il cogère l'équipe nationale U17 en prévision de la CAN.

## Carrière
- 1984-1989 : Entente sportive de Sétif ( Algérie)
- 1989-1992 : Union sportive monastirienne ( Tunisie)
- 1992-2002 : Entente sportive de Sétif ( Algérie)

## Palmarès

### En clubs
- Champion d'Algérie en 1987 avec l’ES Sétif
- Vainqueur de la Coupe d'Algérie en 1989 avec l’ES Sétif
- Vainqueur de la Coupe des clubs champions africains en 1988 avec l’ES Sétif
- Vainqueur de la Coupe afro-asiatique des clubs en 1989 avec l’ES Sétif

### En sélection
- Vainqueur de la Coupe afro-asiatique des nations en 1991 avec l’Algérie